# Chambers River
Chambers River är ett vattendrag i Australien. Det ligger i territoriet Northern Territory, omkring 390 kilometer sydost om territoriets huvudstad Darwin.
Omgivningarna runt Chambers River är huvudsakligen savann. Trakten runt Chambers River är nära nog obefolkad, med mindre än två invånare per kvadratkilometer. Genomsnittlig årsnederbörd är 919 millimeter. Den regnigaste månaden är mars, med i genomsnitt 219 mm nederbörd, och den torraste är juli, med 1 mm nederbörd.